# Aigali, Athni
Aigali là một làng thuộc tehsil Athni, huyện Belgaum, bang Karnataka, Ấn Độ.